# Bernhard Naber
Bernhard Naber OSB (* 5. Juli 1934 in Großmotten; † 27. Jänner 2018 in Altenburg) war Benediktiner und Abt des Benediktinerstiftes Altenburg.

## Leben
Bernhard Naber trat nach der Matura 1953 in die Benediktinerabtei Altenburg im Waldviertel ein. Am 31. August 1957 legte er seine Profess ab. Er empfing am 11. Juli 1958 durch den Bischof von St. Pölten, Franz Žak, die Priesterweihe. Er diente als Pfarrer in Altenburg ab 1994 und in Strögen ab 1997.
1978 wurde er vom Konvent des Stiftes zum Abt von Altenburg gewählt. 1989 und 2001 wurde er in diesem Amt bestätigt. Er organisierte in Altenburg zahlreiche Sonderausstellungen. Ein besonderes Anliegen war ihm die humanitäre Aktion Lettland. Am 31. August 2005 resignierte er auf sein Amt.

## Auszeichnungen
- 1992: Silbernes Komturkreuz des Ehrenzeichens für Verdienste um das Bundesland Niederösterreich
- 2000: Dreisterneorden in Gold der Republik Lettland
- Medaille für Verdienste um den Denkmalschutz in Österreich
- 2005: Goldenes Komturkreuz des Ehrenzeichens für Verdienste um das Bundesland Niederösterreich
- 2005: Ehrenbürgerschaft der Gemeinde Altenburg